# Sun Country Airlines
Sun Country Airlines (Code AITA : SY; code OACI : SCX)  est une compagnie aérienne à bas prix américaine. Elle relie principalement la ville de Minneapolis, - sa plate-forme de correspondance aéroportuaire étant situé à l'aéroport international de Minneapolis-Saint-Paul - , au nord des États-Unis, à des destinations réputées pour leur ensoleillement en Floride, en Californie, au Mexique et dans les Caraïbes.

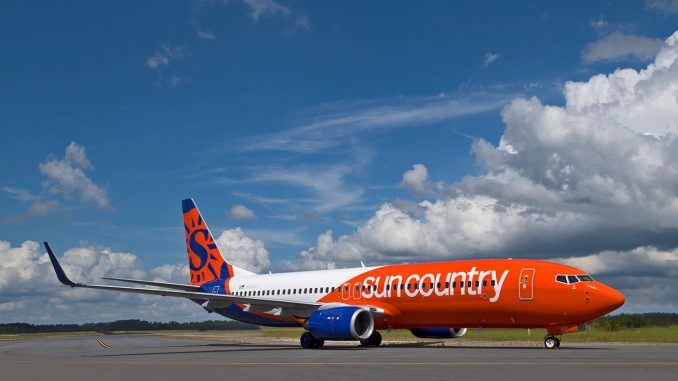
Nouvelle livrée

## Histoire

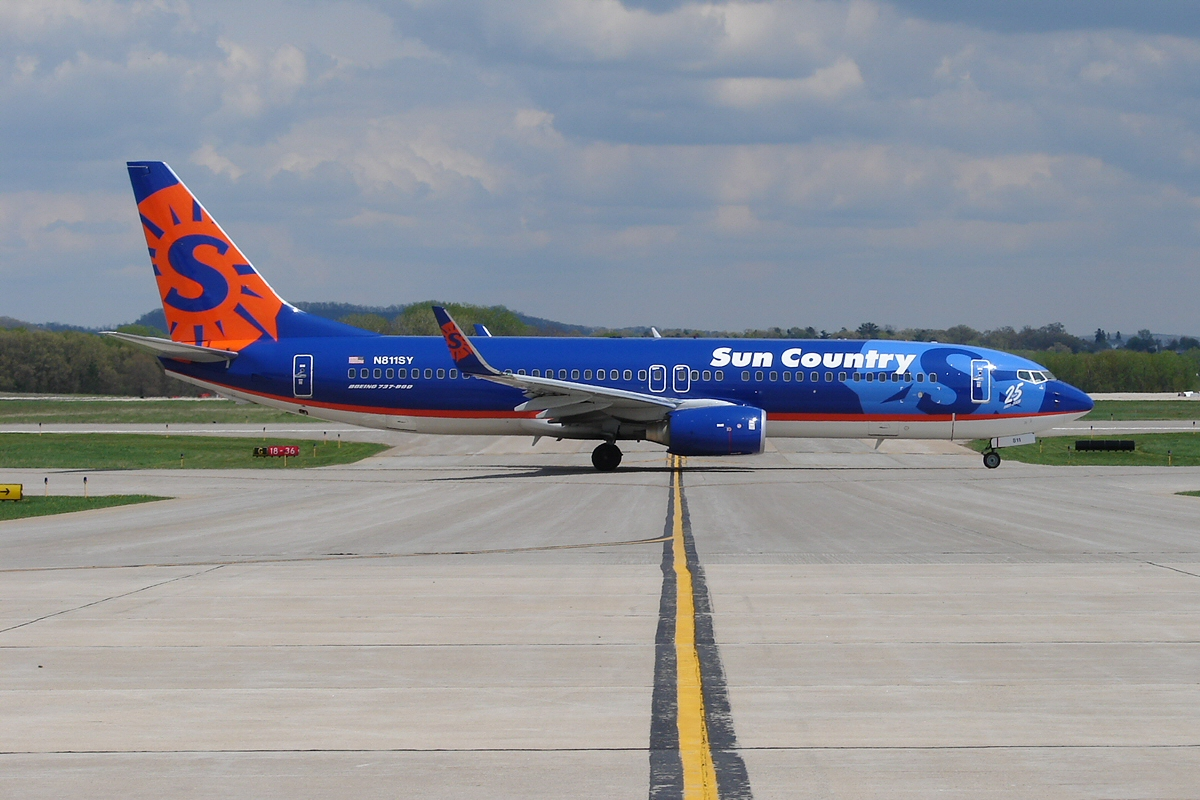
Sun Country 737-800 (2480972462)

## Flotte
Au mois d'octobre 2020, Sun Country Airlines dispose d'une flotte de :